# 소수 마방진
소수 마방진 혹은 소수방진은 소수(素數, prime number)만을 이용한 마방진으로, 편의상 1을 소수에 포함하는 경우가 많이 있다. 소수 역수 마방진(Prime reciprocal magic square)과는 별개의 마방진이다. 그린-타오 정리에 따라 소수로 이루어진 등차수열은 임의로 길게 만들 수 있으므로 소수방진 역시 항상 존재하며 무수히 많이 존재한다.